# Louis Pierre d'Hozier
Louis Pierre d'Hozier, né le 20 novembre 1685 à Paris et mort le 25 septembre 1767 à Paris, fut le 4e juge d'armes de France. 

## Biographie
Il était le petit-fils de Pierre d'Hozier et le neveu de Charles René d'Hozier.
Il rédigea, avec son fils cadet Antoine Marie d'Hozier, l'Armorial général de France ou Registres de la noblesse de France (1738-1768), en 10 volumes, ouvrage de généalogie ambitieux couvrant une large partie des familles de la noblesse française du XVIIIe siècle.
Il acquit en 1735, l'hôtel qui porte son nom, 110 rue Vieille-du-Temple.

## Source
Cet article comprend des extraits du Dictionnaire Bouillet. Il est possible de supprimer cette indication, si le texte reflète le savoir actuel sur ce thème, si les sources sont citées, s'il satisfait aux exigences linguistiques actuelles et s'il ne contient pas de propos qui vont à l'encontre des règles de neutralité de Wikipédia.